# Аил (посёлок)
Аил — упразднённый посёлок в Солтонском районе Алтайского края. На момент упразднения входил в состав Макарьевского сельсовета. Исключен из учётных данных в 1986 году, фактически включен в состав села Излап.

## География
Располагался в предгорьях Алтая, на правом берегу реки Неня, приблизительно в 1,5 км, по прямой, к северу от села Излап. В настоящее время представляет собой улицу Аильскую села Излап.

## История
Основан в 1886 году. В 1928 году село Излап 1-й состояло из 264 хозяйств. В административном отношении являлось центром 1-го Излапского сельсовета Солтонского района Бийского округа Сибирского края.
Решением Алтайского краевого исполнительного комитета от 29.04.1986 года № 160/1 посёлок исключен из учётных данных.

## Население
Согласно переписи 1926 года в селе проживало 1120 человек (535 мужчин и 585 женщин), основное население — русские.